# Bensen B-8
Bensen B-8 je malý jednomístný vírník (autogyro), který byl vyvinut ve Spojených státech amerických v padesátých letech 20. století. Původní výrobce zastavil výrobu v roce 1987. Odhaduje se, že bylo dodáno až 12 000 stavebnic nebo plánů. Plány pro kutily jsou stále k dispozici. Konstrukce vírníku B-8 byla zdokonalením typu Bensen B-7. B-8 byl stejně jako B-7 postaven původně jako bezmotorový vírník. Motorizovaný B-8M vzlétl poprvé 8. července roku 1957. Návrh vírníku se ukázal jako nesmírně populární a zájem o něj byl dlouhotrvající. K prosinci roku 2021 je evidováno 194 nehod tohoto typu v databázi ASN.

## Návrh a vývoj
Konstrukce B-8 je extrémně minimalistická. Vírník se skládá ze sedadla pilota, ocasní části, podvozku, rámu, rotoru a (v motorových verzích) pohonné jednotky. V průběhu května 1968 USAF studovány B-8 a B-8M v rámci programu Discvary Descent Vehicle (DDV) jako X-25B a X-25A. V tomto programu bylo navrženo integrovat do vystřelovacích sedadel bojových letadel malý vírník, aby měli sestřelení piloti větší kontrolu nad místem přistání po jejich případném katapultování. Modely X-25A a X-25B byly použity k vyhodnocení požadavků na pilotování a výcvik s vírníkem. Nikdy nebyly provedeny žádné provozní testy v plném rozsahu. S koncem války ve Vietnamu americké letectvo zastavilo financování programu DDV.
Jeden B-8M s názvem Spirit of Kitty Hawk (registrace N2588B) byl použit k uskutečnění speciálního vzpomínkového letu, který kopíroval první let letadla Flyeru bratří Wrightů k šedesátému výročí této příležitosti. Stejné letadlo pilotoval sám Igor Bensen mezi květnem 1967 a červnem 1968, aby stanovil dvanáct světových a amerických rychlostních, vzdálenostních a výškových rekordů pro vírníky, což je největší počet takových rekordů, jaký drželo jakékoli nevojenské rotorové letadlo.

## Kbelský Bensen B-8
Kbelský exponát bezmotorové varianty vírníku vycházel z návrhu vírníku Bensen B-8. Sestrojil jej Ing. Petr Dobiáš roku 1973, oproti původnímu vzoru jde o dvoumístnou variantu s ocelovou konstrukcí hlavního podvozku, dále se liší jiným provedením rotorové hlavy. Byl provozován mezi lety 1973–1978 na záložní ploše u Jamolice. Nalétal 50 hodin bez nehody. Roku 1980 byl věnován stavitelem do sbírek muzea.

## Varianty

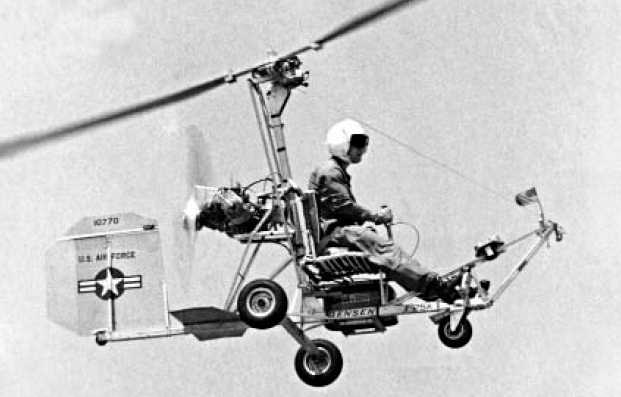
X-25A zkoušený v programu Discvary Descent Vehicle USAF

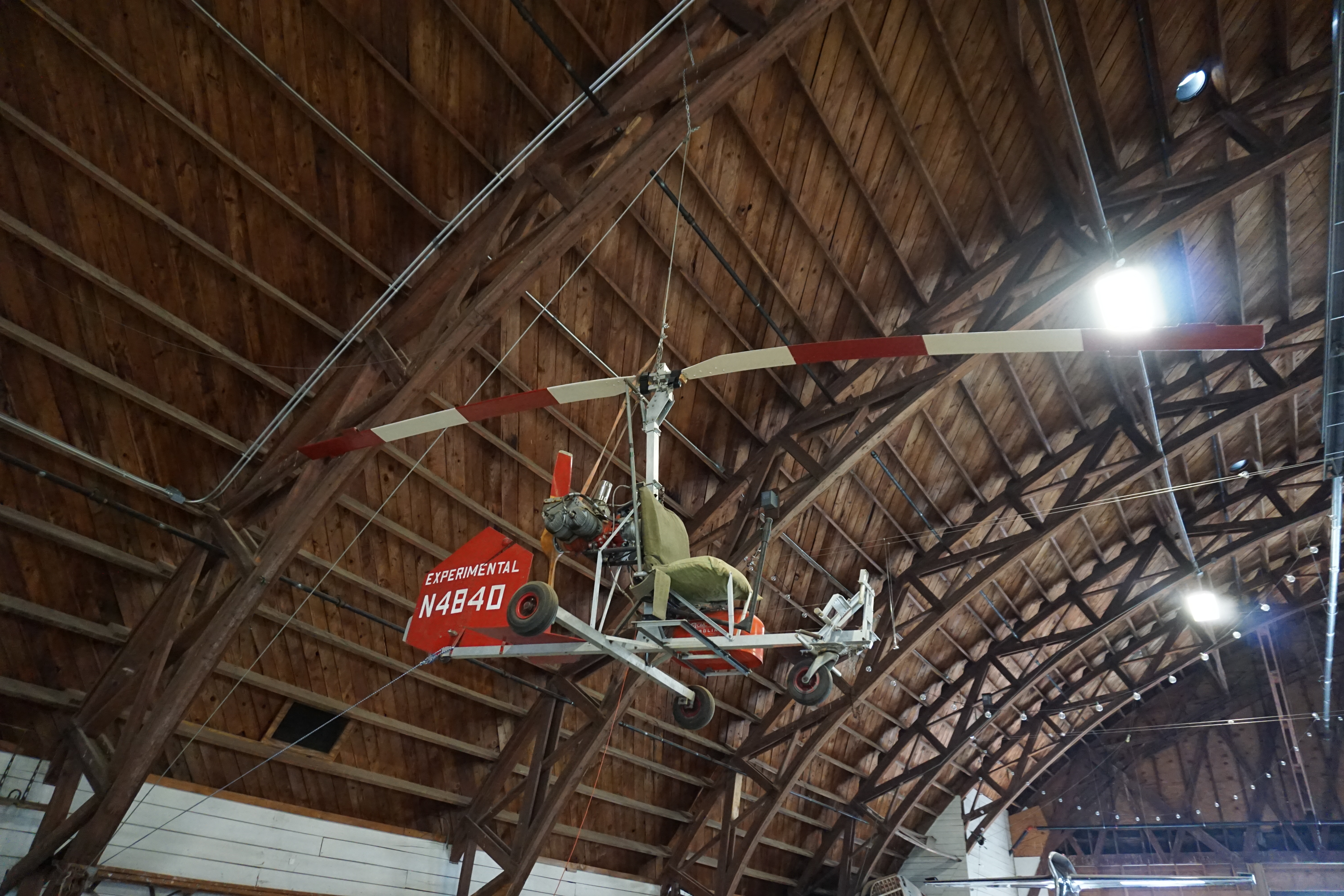
Bensen B-8M Gyrocopter v Arkansas Air & Military Museum ve Fayetteville, Arkansas

- B-8 Gyro-Glider – bezmotorový rotorový kluzák určený k tažení za autem.
- Hydro-Boat B-8B – B-8 s trupem lodi místo podvozku, určený k vlečení za jinou lodí.[8]
- Gyro-helikoptéra B-8M – standardní motorizovaná verze, hlavní výrobní typ. Obvykle poháněný motorem McCulloch 4318.
  - B-8MH Hover-Gyro – dvojitý koaxiální rotor s poháněným spodním rotorem a autorotačním horním rotorem, měl schopnost vznášet se. Pro pohánění tlačné vrtule byl použit další motor.[9]
  - Gyro-helikoptéra B-8MJ – B-8M upravený pro „skokový“ vzlet .
  - B-8MW Hydro Copter – B-8M s plováky.
- B-8 Super Bug – podobný B-8M s dalším motorem pro roztočení rotoru před vzletem.
  - B-8HD Super Gyro-Copter
- B-8V – B-8 poháněný vzduchem chlazeným motorem od Volkswagen.
- B-8W Hydro-Glider – plovákový B-8 určený k tažení za člunem.
- X-25A – B-8M hodnoceno USAF. Vírník se sériovým číslem 68-10770 poprvé vzlétl 5. června 1968 a je zachován v Národním muzeu vzdušných sil Spojených států na letecké základně Wright-Patterson.
- X-25B – B-8 posuzovaný USAF. Bezmotorový vírník se sériovým číslem 68-10771 vzlétl poprvé 23. ledna 1968. Je zachován v muzeu AFFTC na letecké základně Edwards.[10]
- Rotorcraft Minicopter Mk 1 – jihoafrická varianta s kapotáží před rotátorem a kokpitem.
- Aeroflyte DGH-1 – licencovaný model od společnosti Aeroflyte.

## Specifikace (Typický B-8M, standardní rotor)

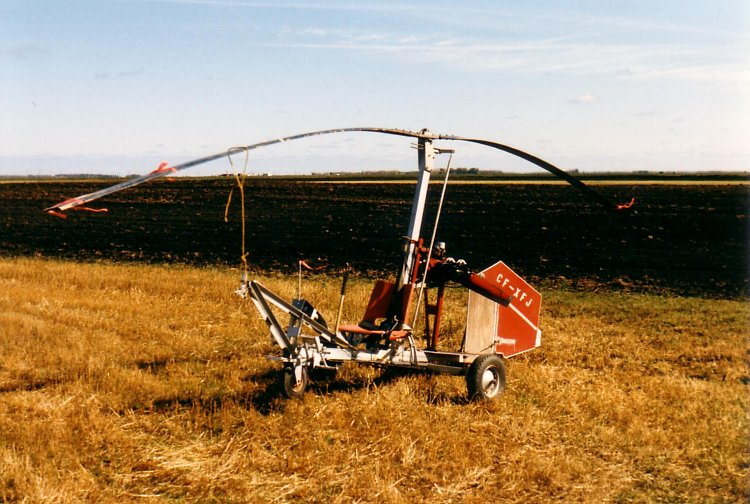
Bensen B-8M, 1988

### Technické údaje
- Osádka: 1
- Délka: 3,45 m (11 stop 4 palce)
- Výška: 1,91 m 3 in (6 stop 3 palce)
- Prázdná hmotnost: 112 kg (247 lb)
- Maximální vzletová hmotnost: 227 kg (500 lb)
- Zásoba paliva: 22,7 l (6 US galonů) nebo 36,7 l (9,7 US galonů) v nádrži kombinované se sedačkou
- Pohonná jednotka: 1 × McCulloch Model 4318AX 4válcový dvouřadý vzduchem chlazený motor s horizontálně proti sobě uloženými válci, 72 hp (54 kW)
- Průměr rotoru: 6,10 m (20 stop)
- Plocha rotoru: 29,19 m² (314,2  stop čtverečních)
- Rotor: Bensen G2
- Vrtule: dvoulistá Aero Prop Model BA 48-A2 o průměru 1,22 m

### Výkony
- Maximální rychlost: 137 km/h, (85 mph)
- Cestovní rychlost:
  - 97 km/h, (60 mph) maximální
  - 72 km/h, (45 mph) ekonomická

- Minimální rychlost: 24 km/h (15 mph)
- Vzletová rychlost: 32 km/h (20 mph)
- Přistávací rychlost: 11 km/h (7 mph)
- Dolet: 160 km (100 mil)
- Přeletová vzdálenost: 480 km (300 mil) s přídavnou palivovou nádrží
- Výdrž: 1 hodina 30 minut
- Dostup: 3 800 m (12 500 stop)
- Stoupavost: 5,1 m/s (1,000 stop/min)
- Délka dráhy pro vzlet: 91 m (300 stop)
- Délka dráhy pro přistání: 0 m (0 stop) při větru o rychlosti 16,7 km/h (10,4 mph)
- Délka dráhy pro přistání: 6 m (20 stop) bezvětří